# Józef (patriarcha Moskwy)
Józef, imię świeckie Ignatij Djakow (zm. 5 kwietnia?/15 kwietnia 1652 w Moskwie) – piąty (de facto szósty) patriarcha moskiewski i całej Rusi, sprawujący urząd w latach 1642–1652.
Prawdopodobnie pochodził z Włodzimierza nad Klaźmą. Przed wyborem na patriarchę był przez trzy lata przełożonym Monasteru Simonowskiego. Najwyższy urząd w Rosyjskim Kościele Prawosławnym objął 27 marca 1642, wyłoniony przez sobór drogą losowania spośród sześciu wskazanych przez cara Michała Romanowa kandydatów. W momencie objęcia urzędu był już w podeszłym wieku, zaś jego znaczenie w państwie było konsekwentnie ograniczane przez władcę, który chciał, by Kościół nadal w pełni podporządkowywał się władzy świeckiej.
Po śmierci Michała Romanowa i wstąpieniu na tron Aleksego I znaczne wpływy w otoczeniu cara zyskała grupa skupiona wokół protopopów Stiefana Wonifatiewa i Joanna Nieronowa, domagająca się przeprowadzenia w Rosyjskim Kościele Prawosławnym gruntownych reform. Józef nie popierał tych projektów, akceptując co najwyżej ewolucyjne, starannie przygotowane modyfikacje. Został jednak zmuszony przez władcę do usankcjonowania pierwszych zmian liturgicznych, które spotkały się z negatywnym przyjęciem wiernych, utwierdzając Józefa w jego niechęci wobec zwolenników zmian. Reformy kontynuował jego następca Nikon, chociaż odsunął od udziału w ich wdrażaniu ich pierwotnych inicjatorów.
Józef sprawował urząd patriarchy do śmierci, która nastąpiła po krótkiej chorobie w 1652 roku.

## Życiorys

### Działalność przed objęciem urzędu patriarchy
O pochodzeniu patriarchy Józefa i jego działalności przed objęciem zwierzchnictwa w Rosyjskim Kościele Prawosławnym wiadomo niewiele. Zdaniem niektórych badaczy duchowny pochodził z Włodzimierza nad Klaźmą, zaś jego brat służył w tamtejszym soborze Zaśnięcia Matki Bożej jako protopop. Wielu autorów uważa, że Józef pochodził ze szlacheckiej rodziny Djakowów.
Od 1630 do 1639 był prawdopodobnie przełożonym monasteru św. Nikity w Peresławiu Zaleskim, z godnością ihumena. W 1639 otrzymał godność archimandryty i został przełożonym Monasteru Simonowskiego w Moskwie. Podobnie jak większość rosyjskiego duchowieństwa swojej epoki, nie posiadał wykształcenia teologicznego, miał jednak dobrą orientację w literaturze duchownej.

### Patriarcha

#### Wybór na patriarchę
Sobór, który wybrał Józefa na patriarchę moskiewskiego i całej Rusi, został zwołany półtora roku po śmierci patriarchy Joazafa I w marcu 1642. Nie jest jasne dlaczego na najwyższym urzędzie w Rosyjskim Kościele Prawosławnym tak długo trwał wakat. Jako oficjalną przyczynę zwłoki car i jego otoczenie podawali szczególną dbałość o to, by nowy patriarcha był osobą godną swojego urzędu. Zdaniem Daniela Shubina jej powodem było raczej dążenie cara do tego, by znaleźć kandydata, który podobnie jak zmarły Joazaf będzie zajmował się wyłącznie sprawami Kościoła i bez dyskusji akceptował decyzje władz świeckich. Car Michał Romanow chciał uniknąć powtórzenia się sytuacji z okresu, gdy urząd patriarchy sprawował jego ojciec Filaret (Fiodor Nikitycz Romanow). Będąc oficjalnie koregentem, Filaret de facto decydował osobiście o najważniejszych sprawach państwa.
W soborze w marcu 1642 wzięła udział jedynie połowa uprawnionych do przybycia. Spośród hierarchów cerkiewnych stawiło się trzech metropolitów (na czterech) i dwóch arcybiskupów (na siedmiu). De facto sobór nie był uprawniony do przeprowadzenia ważnych wyborów. Nowy patriarcha został wybrany drogą losowania. Car Michał Romanow sam wskazał sześć imion kandydatów i przesłał karty z nimi soborowi. Wskazał w ten sposób następujących duchownych: arcybiskupów suzdalskiego Serapiona oraz astrachańskiego Pachomiusza, jak również czterech przełożonych szczególnie znaczących monasterów – archimandrytę Józefa z Monasteru Simonowskiego, ihumenów Marcelego z Monasteru Sołowieckiego, Jonasza z monasteru Objawienia Pańskiego w Moskwie, Makarego z Monasteru Świętogórskiego w Pskowie. Zebrani biskupi podzielili je na dwie grupy, po trzy karty, z których wylosowali po jednej. Następnie ponownie wybrali jedną z nich i przekazali carowi. W ten sposób spośród wskazanych kandydatów wybrany został Józef. Nastąpiło to 20 marca 1642. Zdaniem W. Pietruszki nietypowa dla tradycji Rosyjskiego Kościoła Prawosławnego procedura wyboru wynikała z faktu, że car Michał Romanow nie obawiał się zdominowania władzy świeckiej przez duchowną i dlatego nie wyznaczył osobiście kandydata na urząd patriarchy.
21 marca 1642 sobór biskupów oficjalnie nominował archimandrytę Józefa na nowego patriarchę, zaś 27 marca 1642 miała miejsce uroczysta intronizacja. Większość uczestników soboru nie wyraziła zastrzeżeń co do faktu powierzenia najwyższego urzędu w Kościele duchownemu, który nie był wcześniej nie tylko metropolitą, ale nawet biskupem. Wyjątkiem był tu jedynie arcybiskup astrachański Pachomiusz.
W czasie ceremonii władca podkreślił niższą pozycję władzy cerkiewnej względem carskiej, odmawiając pocałowania jego ręki i kłobuka, co zgodnie z tradycją powinien był uczynić. Również w czasie uroczystego obiadu na cześć nowego patriarchy nie zajął on miejsca bezpośrednio obok cara, lecz w dalszej odległości. Miało to symbolizować jego oddalenie od problemów polityki państwowej.
W momencie wyboru na patriarchę Józef był już w podeszłym wieku, przez co nie mógł odgrywać znaczącej roli w polityce państwa. Bezpośrednio po intronizacji hierarcha wydał pouczenie kierowane do duchowieństwa i wiernych, podzielone na trzy rozdziały (I i III adresowany do kapłanów, II – do wiernych). Tekst ten zawierał fragmenty starszych pism podobnego rodzaju autorstwa metropolity kijowskiego Cyryla II i innych hierarchów, jak również ustępy oryginalne.

#### Polemika z duchownymi luterańskimi
W 1643 patriarcha, razem z carem, zażądał od duńskiego księcia Waldemara ponownego chrztu w obrządku prawosławnym przed planowanym ślubem z córką cara Iriną Michajłowną Romanową. Według D. Shubina uczynił to wbrew wcześniejszym ustaleniom. Michał Romanow prosił go jedynie o modlitwę w intencji powodzenia rozmów dotyczących zaaranżowania małżeństwa, zaś księciu obiecał, że nie będzie oczekiwał od niego zmiany wyznania. Car poparł jednak stanowisko patriarchy. Andriej Bogdanow twierdzi, że patriarcha od początku działał z carskiej inspiracji. Józef skierował do Waldemara dwa listy, w którym starał się przekonać go do teologicznej słuszności nauczania Cerkwi. Wobec konsekwentnie negatywnych odpowiedzi księcia w Moskwie zorganizowana została otwarta debata między luterańskim pastorem towarzyszącym Waldemarowi a grupą kapłanów prawosławnych, Rosjan i Greków. Dyskusje toczyły się z przerwami od czerwca 1644 do lipca roku następnego i dotyczyły głównie problemu chrztu oraz zagadnień obrzędowych. Waldemar ostatecznie odmówił przyjęcia prawosławia, zaś po śmierci cara Michała Romanowa (16 lipca 1645) delegacja duńska opuściła Rosję.

#### Działalność patriarchy za panowania cara Aleksego I

##### Konflikt Józefa z reformatorami Cerkwi
Po śmierci cara Michała Romanowa i wstąpieniu na tron Aleksego I Józef nie wszedł w skład najbliższego otoczenia nowego cara. Skupiał się na staraniach na rzecz wznoszenia nowych cerkwi i dbał o staranność odprawianych nabożeństw. Nieufnie odnosił się przy tym do funkcjonującej na dworze grupy duchownych i świeckich opowiadających się za odnowa życia religijnego mieszkańców Moskwy, walka o rzeczywistą realizację etyki prawosławnej w życiu codziennym oraz przeciwstawienie się upadkowi obyczajów wśród duchowieństwa. Głównymi ideologami grupy byli bojar Fiodor Rtiszczew oraz protopopi Joann Nieronow i Stiefan Wonifatiew. Z grupą tą związany był również archimandryta Monasteru Nowospasskiego Nikon. W intencji reformatorów jedynie odnowiony Rosyjski Kościół Prawosławny byłby godny miana Trzeciego Rzymu i światowego centrum prawdziwego chrześcijaństwa.
W 1646, z inicjatywy patriarchy konstantynopolitańskiego Parteniusza i za zgodą cara Aleksego, w Moskwie swoją działalność rozpoczęła drukarnia prowadzona przez prawosławnych mnichów greckich. Instytucja ta miała znaczny wpływ na dalszy kierunek reform w Rosyjskim Kościele Prawosławnym. W tym samym roku, zainspirowany przez grupę Wonifatiewa, Józef skierował do wszystkich wiernych list pasterski na początek wielkiego postu. Wzywał do przeżycia postu w czystości, powstrzymania się od pijaństwa i wszelkich grzechów, przybywania do cerkwi i pokornego, uważnego uczestnictwa w nabożeństwa. Duchownym polecał wzywać wiernych do pokuty i informować patriarchę o tych osobach, które nie były posłuszne swoim ojcom duchownym w zakresie respektowania zasad postu.
W 1648 Józef pobłogosławił otwarcie w Moskwie, przy monasterze św. Andrzeja, szkoły duchownej, w której działalność oświatową podjęli mnisi przybyli z Ukrainy. Ich przyjazd do Rosji sfinansował Fiodor Rtiszczew w porozumieniu z metropolitą kijowskim, który już od 1640 sugerował otwarcie w Moskwie placówki, gdzie prawosławni mogliby uczyć się języków greckiego i łacińskiego.
Na początku stycznia 1649 do Moskwy przybył patriarcha jerozolimski Paisjusz. W czasie pobytu hierarchy w Rosji odbył on z Wonifatiewem rozmowę, w której surowo skrytykował istnienie różnic obrzędowych między Kościołami prawosławnymi tradycji greckiej a Kościołem rosyjskim. Ani sam Wonifatiew, ani nikt z obecnych rosyjskich kapłanów nie był w stanie polemizować z jego poglądami. W rezultacie przyjazd Paisjusza i jego pobyt w Moskwie skłonił grupę Rtiszczewa, Wonifatiewa i Nieronowa do zintensyfikowania agitacji na rzecz przeprowadzenia gruntownej reformy wewnętrznej Rosyjskiego Kościoła Prawosławnego, w tym zmian obrzędowych. Józef skierował wówczas mnicha Arseniusza (Suchanowa) do patriarchatów starożytnych, w celu zapoznania się z obrzędami greckimi, o doskonałości których zapewniał Paisjusz. Przed dotarciem na miejsce, w drodze, mnich przekonał się o niechęci wiernych rosyjskich do wszelkich zmian liturgicznych.
Józef sprzeciwił się projektowi reform i zyskał poparcie wyższej hierarchii kościelnej. Wówczas Wonifatiew oskarżył patriarchę i biskupów o zaniedbywanie kwestii liturgicznej i przyzwalanie na to, by obrzędy w Rosyjskim Kościele Prawosławnym coraz bardziej odbiegały od pierwotnych, greckich. W odpowiedzi na krytykę Wonifatiewa Józef zwołał w 1650 Moskwie specjalny synod, w czasie którego twierdził, że oskarżenia duchownego były bezpodstawne, a on sam kierował się w swoim działaniu wyłącznie osobistymi ambicjami. Wonifatiew porównał wówczas patriarchę i konserwatywne skrzydło w episkopacie Kościoła do wilków, zaś Józef domagał się jego egzekucji.

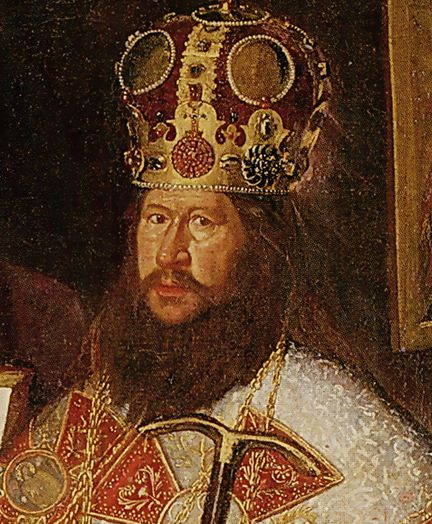
Metropolita nowogrodzki Nikon był w ostatnich latach życia patriarchy Józefa najbardziej wpływową postacią w Rosyjskim Kościele Prawosławnym

W opisywanym sporze car Aleksy I poparł grupę Wonifatiewa i jej plan reform, po czym doprowadził do usunięcia części biskupów opornych wobec zmian z zajmowanych przez nich katedr. O ile sam Józef zachował urząd (choć obawiał się, że zostanie zmuszony do zrzeczenia się godności), drugą w hierarchii eparchię nowogrodzką objął archimandryta Nikon. W ostatnich latach życia patriarchy to Nikon był najbardziej wpływową postacią w episkopacie rosyjskim, podczas gdy Józef faktycznie stracił kontrolę nad Kościołem, częściowo z własnej woli. Nie brał udziału w opracowywaniu Ułożenia soborowego, chociaż podpisał je, podobnie jak inni hierarchowie Cerkwi Rosyjskiej. Również w oficjalnych dokumentach bywał określany jako ojciec duchowy cara.
Pierwszą zmianą, której poparcie wymusili na Józefie reformatorzy, był zasugerowany przez metropolitę Nikona zakaz stosowania mnogogłasija, tj. równoczesnego wykonywania przez kilku duchownych różnych fragmentów tego samego nabożeństwa. Zwyczaj ten nie był w pełni sankcjonowany przez Rosyjski Kościół Prawosławny i już poprzednik Józefa, Joazaf I, starał się go wyeliminować. Patriarcha Józef, chcąc pogodzić znaczny czas trwania liturgii z możliwościami wiernych, zgadzał się na równoczesne wykonywanie dwóch lub trzech partii. W praktyce jednak zdarzał się równoczesny śpiew nawet 5-6 fragmentów. Zwyczaj ten rozprzestrzeniał się nieoficjalnie, stając się powszechnym m.in. w cerkwiach i klasztorach Moskwy. Po wydaniu stosownego ukazu 13 lutego 1651 patriarcha został zaatakowany za tę decyzję i nazwany heretykiem. Zdaniem Shubina wydarzenie to skłoniło reformatorów do staranniejszego przygotowywania zmian i wprowadzania ich w mniej radykalny sposób. W. Pietruszka twierdzi, że stanowisko to podzielał patriarcha, który sprzeciwiając się natychmiastowemu wdrażaniu reform w Kościele, zgadzał się na wprowadzanie zmian bez pośpiechu, w przemyślany sposób. Zdawał sobie przy tym sprawę, że jego wpływ nawet na sprawy Cerkwi jest na tyle niewielki, że nie będzie w stanie zablokować działalności kręgu Nieronowa i Wonifatiewa. Z czasem Aleksy I coraz silniej naciskał na patriarchę, by ten ustąpił z urzędu, umożliwiając wyświęcenie młodego, energicznego zwierzchnika Kościoła, gotowego w pełni zaangażować się na rzecz reform.

##### Druk i korekty ksiąg liturgicznych
Józef podjął na nowo działania na rzecz poprawy tekstów nabożeństw zawartych w księgach ruskich, zainicjowane przez patriarchę Filareta i kontynuowane przez patriarchę Joazafa. Prace w tym kierunku prowadzili sprowadzeni przez patriarchę mnisi z metropolii kijowskiej. Niektórzy sprowadzeni przez patriarchę duchowni nie posiadali jednak dostatecznego przygotowania do tego zadania i ich praca nie miała większej wartości. Sam hierarcha nie brał osobistego udziału w weryfikowaniu treści ksiąg.
W okresie sprawowania urzędu patriarchy przez Józefa wydrukowano 36 ksiąg, więcej, niż za któregokolwiek z jego poprzedników. A. Bogdanow wątpi przy tym, by Józef w jakikolwiek sposób osobiście angażował się w tę działalność. Również A. Kartaszow uważa, że Józef nie brał udziału w pracach drukarni, a jego imię jedynie symbolicznie pojawiało się na ich kartach. Wydane zostały podstawowe księgi liturgiczne (niektóre kilkakrotnie), teksty Ojców Kościoła (apoftegmaty Efrema Syryjczyka, pouczenia Doroteusza z Gazy, Jana Klimaka, Teofilakta z Ochrydy, Anastazego Synajskiego, Bazylego Wielkiego, Grzegorza z Nazjanzu, Grzegorza Dialoga, Epifaniusza z Cypru, Jana Chryzostoma, Jana Damasceńskiego i innych). Wydrukowane dzieła polecano do lektury publicznej w czasie nabożeństw w cerkwiach oraz w czasie posiłków w monasterach. W 1648 w Moskwie wydana została Gramatyka słowiańska Melecjusza (Smotryckiego).
W okresie sprawowania urzędu patriarchy przez Józefa wydany został również szereg prac o charakterze polemicznym, zawierających krytykę katolicyzmu i różnych wyznań protestanckich. Prace te składały się ze starszych tekstów greckich i ruskich. Szczególne miejsce zajmowała tutaj ''Księga Cyryla (Кириллова книга, Kiriłłowa kniga), kompilacja tekstu autorstwa Cyryla Jerozolimskiego, traktatu archimandryty Zachariasza (Kopysteńskiego) z Ławry Kijowsko-Pieczerskiej oraz innych dzieł polemicznych tworzonych przez mnichów z metropolii kijowskiej. Kiriłłowa kniga została opracowana przede wszystkim z myślą o polemice prowadzonej w celu nawrócenia księcia Waldemara. Cztery lata później w Moskwie wydrukowano kolejny zbiór antykatolickich i antyunickich tekstów powstałych w metropolii kijowskiej, znany pod nazwą Księga o wierze (Kniga o wierie, Книга о вере). Z kolei w 1649 wydano Mały Katechizm autorstwa metropolity kijowskiego Piotra, drukowany wcześniej w Kijowie i Lwowie. Za życia Józefa podjęto prace nad Księgą kormczą, wstępnie przygotowaną w 1650, lecz wydrukowano po raz pierwszy dopiero dwa lata później, gdy patriarcha już nie żył.
W 1651 na Soborze Ziemskim Józef zdecydowanie opowiadał się za przyłączeniem ziem ukraińskich do Rosji.

##### Kanonizacje i translacje relikwii
W okresie sprawowania przez Józefa urzędu patriarchy dokonano odsłonięcia relikwii Sawy Zwienigorodzkiego, Aleksandra Świrskiego, księcia Jerzego Wsiewołodowicza, Cyryla Nowojezierskiego i Anny Kaszyńskiej. Również decyzje dotyczące kanonizacji, translacji relikwii czy ich przenoszenia w określone miejsca były niejednokrotnie podejmowane przez cara, zaś Józef jedynie wprowadzał w życie jego inicjatywy, lub też działał w tym zakresie razem z władcą.
W 1652 z inicjatywy metropolity Nikona, potwierdzonej decyzją soboru i popartej przez cara, do kremlowskiego soboru Zaśnięcia Matki Bożej przeniesiono szczątki patriarchów Hioba (z monasteru w Staricy) i Hermogena (z Monasteru Czudowskiego). Trzecim hierarchą, którego ciało planowano umieścić w soborze, był metropolita moskiewski Filip II.

#### Choroba i śmierć
Patriarcha Józef przeziębił się w wielkim poście roku 1652. Prawdopodobnie zapadł na zapalenie płuc. W Niedzielę Palmową zdołał jeszcze wziąć udział w tradycyjnym obrzędzie przejazdu patriarchy po Moskwie na ośle, jednak w Wielkim Tygodniu jego stan pogorszył się ostatecznie. 14 kwietnia 1652, w Wielką Środę, pragnął symbolicznie wybaczyć sobie winy z carem, jednak w gorączce nie był w stanie go rozpoznać ani odpowiedzieć na jego ceremonialny pokłon. Następnego dnia ostatni raz spowiadał się i przyjął komunię świętą, po czym zmarł. Został pochowany w soborze Zaśnięcia Matki Bożej na Kremlu moskiewskim.
Po śmierci Józefa odnaleziono 15 tys. rubli w domowej kasie patriarchów oraz 13 400 rubli prywatnych środków hierarchy. Prawdopodobnie patriarcha gromadził te środki, by móc ufundować monaster i zamieszkać w nim po wcześniejszym zrzeczeniu się urzędu i odejściu w stan spoczynku, zniechęcony działalnością Wonifatiewa i jego zwolenników. Zachowanie przezeń znacznej sumy mogło sugerować, iż Józef pragnął zapewnić przyszłej wspólnocie niezależność finansową, by nigdy nie znalazła się pod kontrolą ludzi, których wizji Cerkwi nie podzielał patriarcha. A. Bogdanow twierdził, że Józef stał się skąpy i zgromadził znaczny majątek w okresie, gdy obawiał się rychłego usunięcia z urzędu.

## Oceny
Postać Józefa przez wiele lat była nisko oceniana przez autorów opracowań dotyczących historii Rosyjskiego Kościoła Prawosławnego. Odmienną ocenę patriarchy przedstawił w 1887 Kaptieriew, autor biografii jego następcy – patriarchy Nikona. Jego zdaniem Józef z energią sprawował swoje obowiązki i jego działalność należy traktować jako zapowiedź reform przeprowadzonych przez Nikona. Z oceną tą nie zgodził się w 1959 Anton Kartaszow, podkreślając podeszły wiek i zły stan zdrowia Józefa, które sprawiały, że nie nadążał za zmieniającą się sytuacją w państwie i na dworze, a przez to nie mógł aktywnie na nią wpływać.
Przez staroobrzędowców Józef uważany jest za ostatniego prawdziwego patriarchę moskiewskiego i całej Rusi, czy wręcz otaczany szczególnym szacunkiem z racji drukowania i rozpowszechniania przez niego ksiąg liturgicznych według wzorów ruskich.